# منارة كاليان
منارة كاليان أو مئذنة كاليان وتعني القاعدة العظيمة وهي منارة وجزء من مجمع باي كاليان في بخارى في أوزبكستان. تقع مقابل مدرسة مير عرب وعلى طريق الأسواق الأربعة في قلب بخارى القديمة، وهي أحد أهم معالم بخارى. صممها المعماري باكو وبناها السلطان القراخاني سليم خان في 1127 م، ونقش اسمهما على زخارف المنارة. استخدمت للأذان وتعرف أيضاً برج الموت لإستخدامها في الإعدام بالرمي من أعلى المنارة.
بنيت المنارة على شكل برج دائري من الطابوق يبلغ قطرها عند القاعدة 10 م وتضيق كلما ارتفعت ليبلغ قطرها في الأعلى 6 م ويبلغ ارتفاعها 45.6 م وفي أعلاها غرفة دائرية لها ستة عشر نافذة مقوسة ويوجد بداخلها سلم لولبي مكون من 104 درجات، مزينة في أعلاها بالمقرنصات والأشكال الهندسية على الطراز السلجوقي.
تهدمت المنارة أول مرة قبل اكتمال بناءها.

## معرض صور

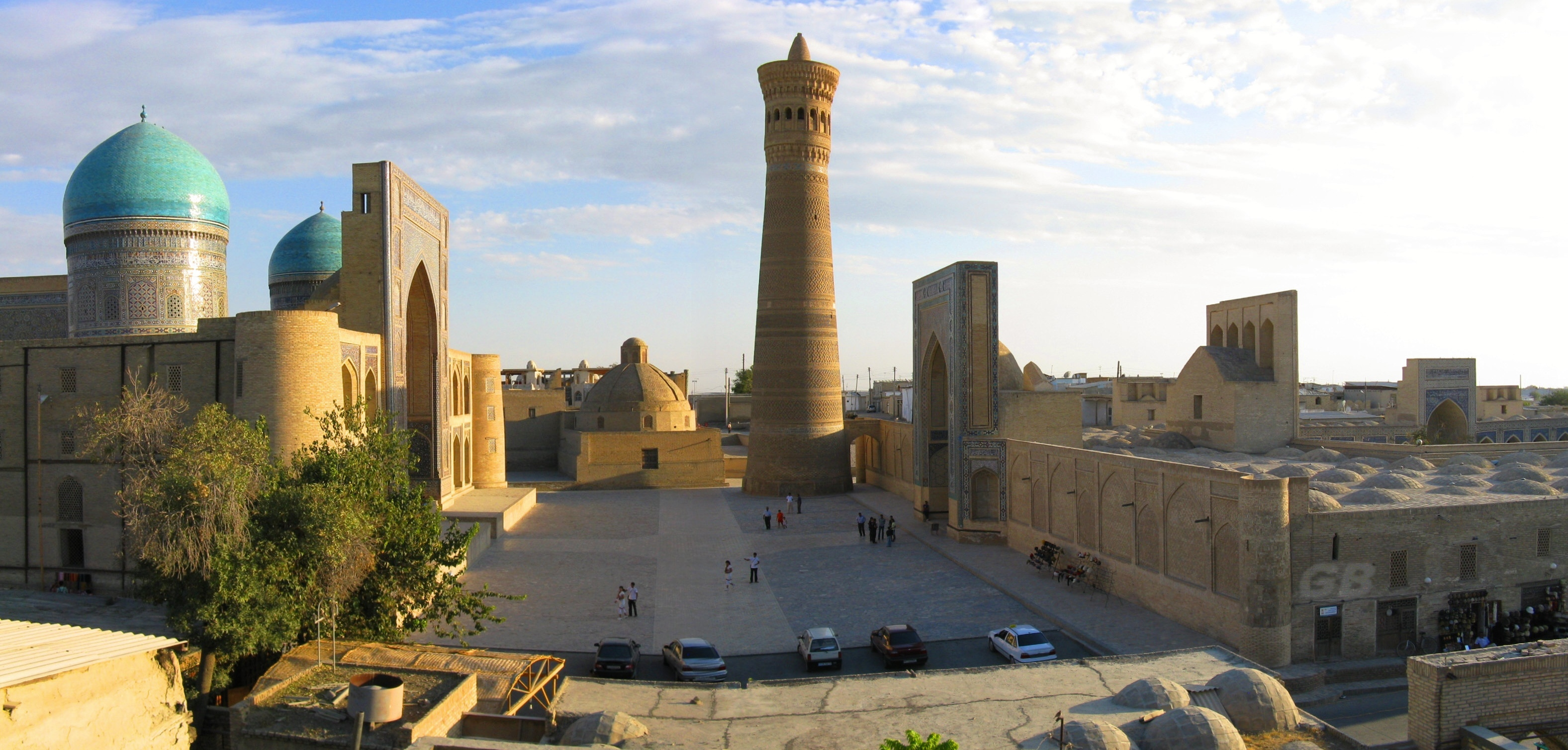
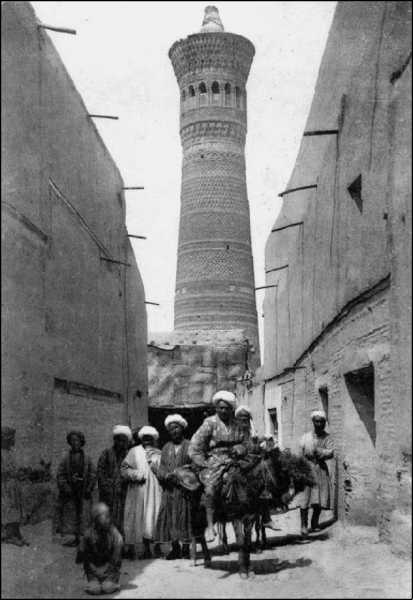
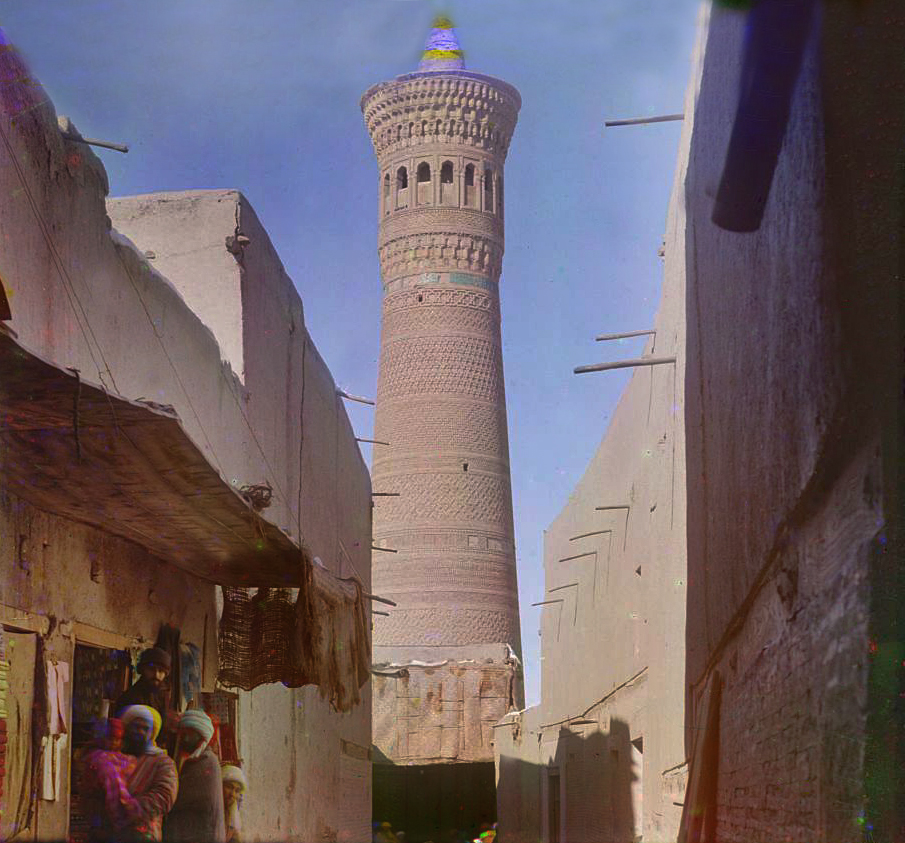
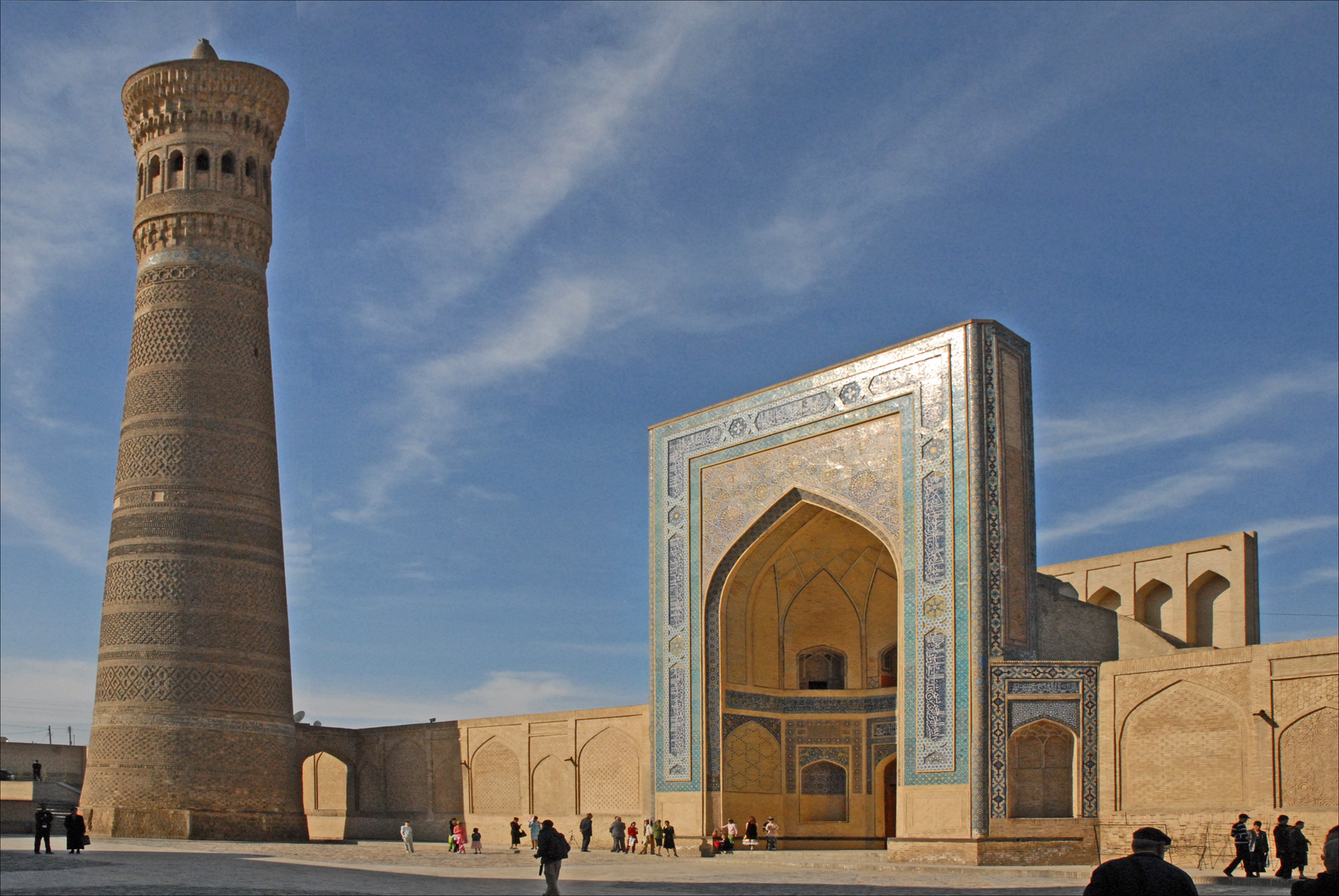
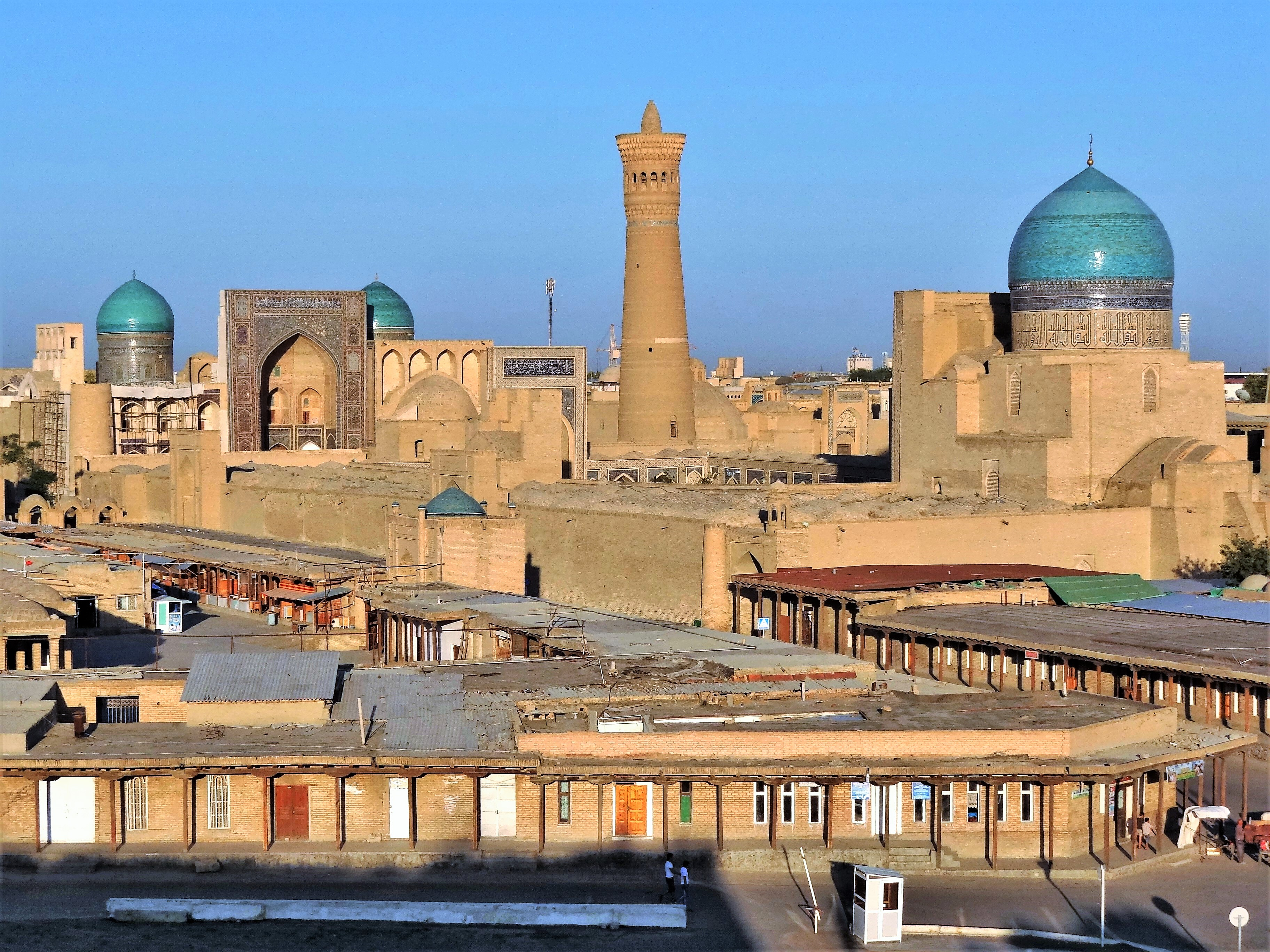
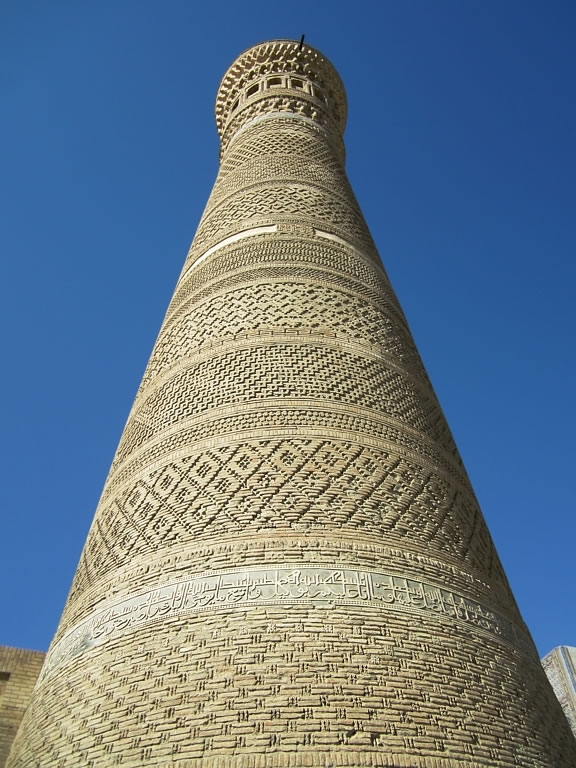

## اقرأ أيضا
- مئذنة فوبقند
- فوبقند
- بخارى